# Саратовский ледокол
«Сара́товский ледоко́л» — паровой двухвинтовой ледокол-буксир разборной конструкции, построенный в 1895 году английской фирмой Sir W. G. Armstrong Mitchell & C° по заказу российского Общества Рязанско-Уральской железной дороги для проводки железнодорожных паромов, буксировочных операций, перевозки грузов и переправы пассажиров через Волгу в зимний период.
Был задействован для осуществления боевых операций в Гражданскую и Великую Отечественную войны, строительства Волжской ГЭС, возведения саратовских железнодорожного и автодорожного мостов и др. В середине 1960-х годов заснят в кинофильме «Строится мост». Затонул в 1968 году в районе моста «Саратов — Энгельс». Находится на дне Волги на расстоянии 20 м от берега Энгельса, справа от автодорожного моста при движении в сторону Саратова, на глубине 4 м. Считается одним из первых ледоколов в России и первым речным ледоколом в мире. В XXI веке планируется подъём судна для реставрации и создания музея.

## Постройка
Постройка ледокола связана с развитием во второй половине XIX века сети железных дорог и образованием Общества Рязанско-Уральской железной дороги (РУЖД). В 1871 году железнодорожная линия была доведена до Саратова, началась прокладка дороги в Заволжье. Возникла необходимость круглогодичного железнодорожного сообщения между волжскими берегами.
Ввиду первоначально незначительного грузооборота затраты на возведение у Саратова моста через Волгу были сочтены экономически нецелесообразными. Общество РУЖД приняло решение о сооружении паромной переправы, обратившись с заказом на строительство ледокола и парома к британской фирме Sir W. G. Armstrong Mitchell & C°.
28 ноября (10 декабря) 1894 года между организациями был заключён договор на строительство ледокола (22 550 фунтов стерлингов) и парома (47 240 ф. ст.). Согласно поставленной заказчиком задаче, ледокольное судно предназначалось для грузо- и пассажироперевозки и «пробивания канала впереди парома через сплошной лёд толщиною до 28 дюймов, или через движущийся лёд любой толщины, хотя бы обходя или пропуская мимо себя большие и толстые льдины, где окажется нужным».
Ледокол был построен на верфи в Ньюкасле, на реке Тайне. Спущен на воду в мае 1895 года, в том же году доставлен заказчику из Англии в Петербург, куда ледокол пришёл своим ходом и откуда силами РУЖД был осуществлён перегон судна в Саратовский порт.

## Конструкция
Конструкция и очертания корпуса ледокола схожи с гамбургским судном «Айсбрехер», построенном на основе чертежей кронштадтского буксира ледокольного типа «Пайлот», характеризующимся носовой оконечностью параболической формы и скругленным ахтерштевнем.
Специфика природных условий Волги и удалённость места строительства судна от места последующей эксплуатации определили ряд его технических особенностей — повышенную прочность корпуса и разборность конструкции.

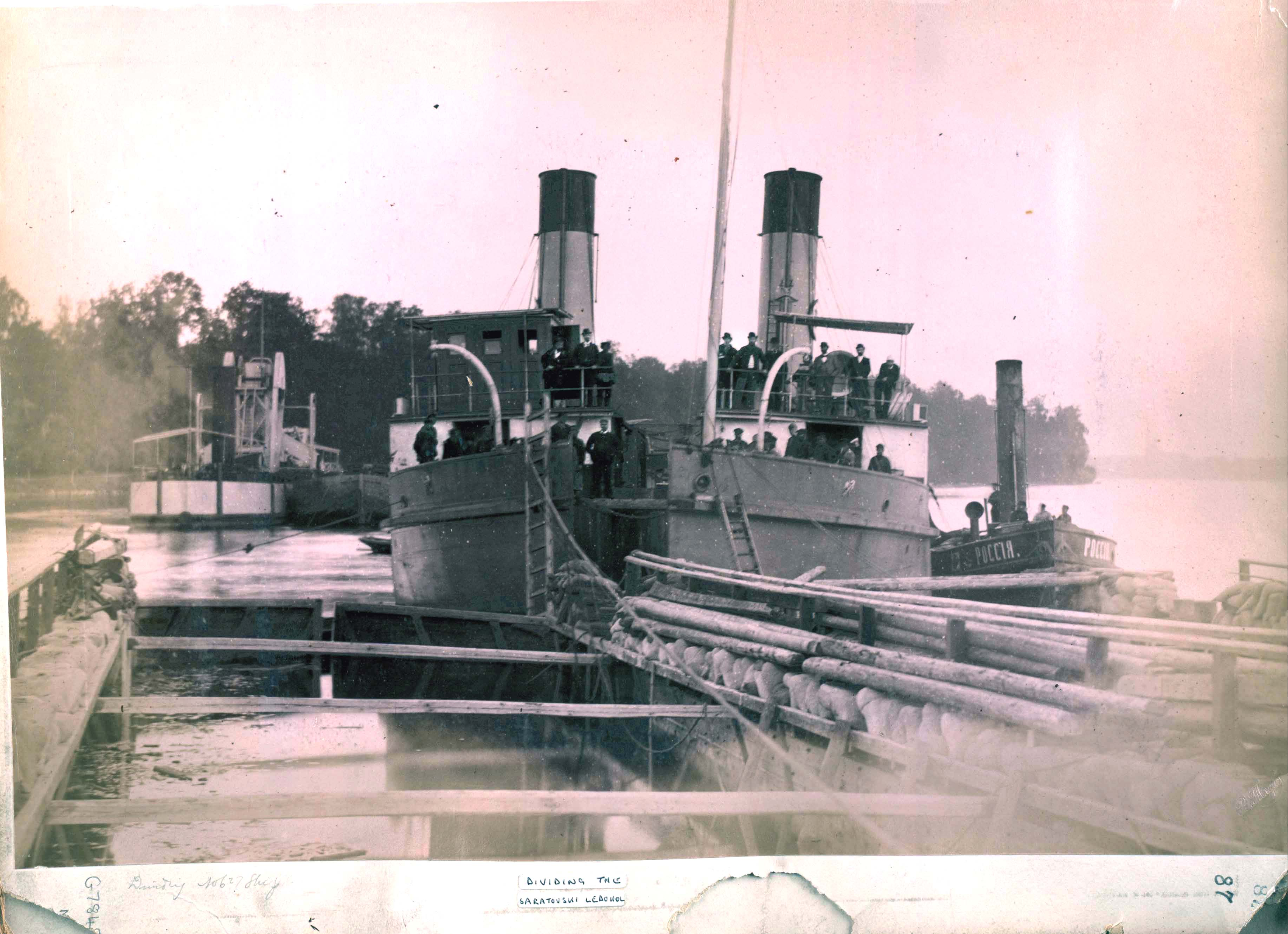
«Саратовский ледокол» разделяется на две части для прохождения Мариинского канала

Для выполнения ледокольной функции судно должно было быть достаточно широким, что препятствовало его проходу к месту назначения — водный путь из Петербурга в Саратов пролегал через систему Мариинских каналов с узкими шлюзами. Решением задачи стала предусмотренная в конструкции ледокола продольная водонепроницаемая переборка, позволяющая разделить судно на две части — каждая со своей паровой машиной и дымовой трубой. Эта особенность конструкции отразилось на нетипичном внешнем виде судна — трубы расположены не вдоль центральной оси, а на перпендикулярной ей линии.
В проспекте фирмы-изготовителя конца XIX века эти особенности конструкции судна были названы «наиболее сложными» и «революционными». В дальнейшем «Sir W. G. Armstrong Mitchell & C°» воспроизвёл их при изготовлении ещё нескольких судов по российским заказам.

## Технические характеристики
Двухвинтовой ледокол с двумя паровыми машинами системы «Compound» общей мощностью 1400 индикаторных лошадиных сил, с 26- и 50-дюймовыми цилиндрами и ходом поршня в 30 дюймов. Два 4-топочных горизонтальных котла отапливались нефтью (мазут). В 1912 и 1925 годах производилась замена котлов (изготовлены в Саратове и Варшаве соответственно).
Надстройка — одноярусная с открытым мостиком, после капитального ремонта была оборудована рубка.
Длина ледокола — 44,81 м; ширина корпуса — 10,97 м; высота — 15 м; высота борта — 5,03 м; осадка порожнём — 3,36 м; осадка в грузу — 3,64 м; дедвейт — 112 т; водоизмещение — 870 / 1000 т.
Тип корпуса — клёпаный; материал корпуса — железо, гребные винты — латунь, водяные трубы — свинец, паропроводы — красная медь, гайки — бронза.
Команда — 50 человек (25 человек — палубная команда, 25 человек — машинная команда) . Пассажировместимость: I и II классы — 40 человек; III класс — 400 человек.
По техническим характеристикам «Саратовский ледокол» соответствовал морскому судну I класса.

## Эксплуатация

### XIX век

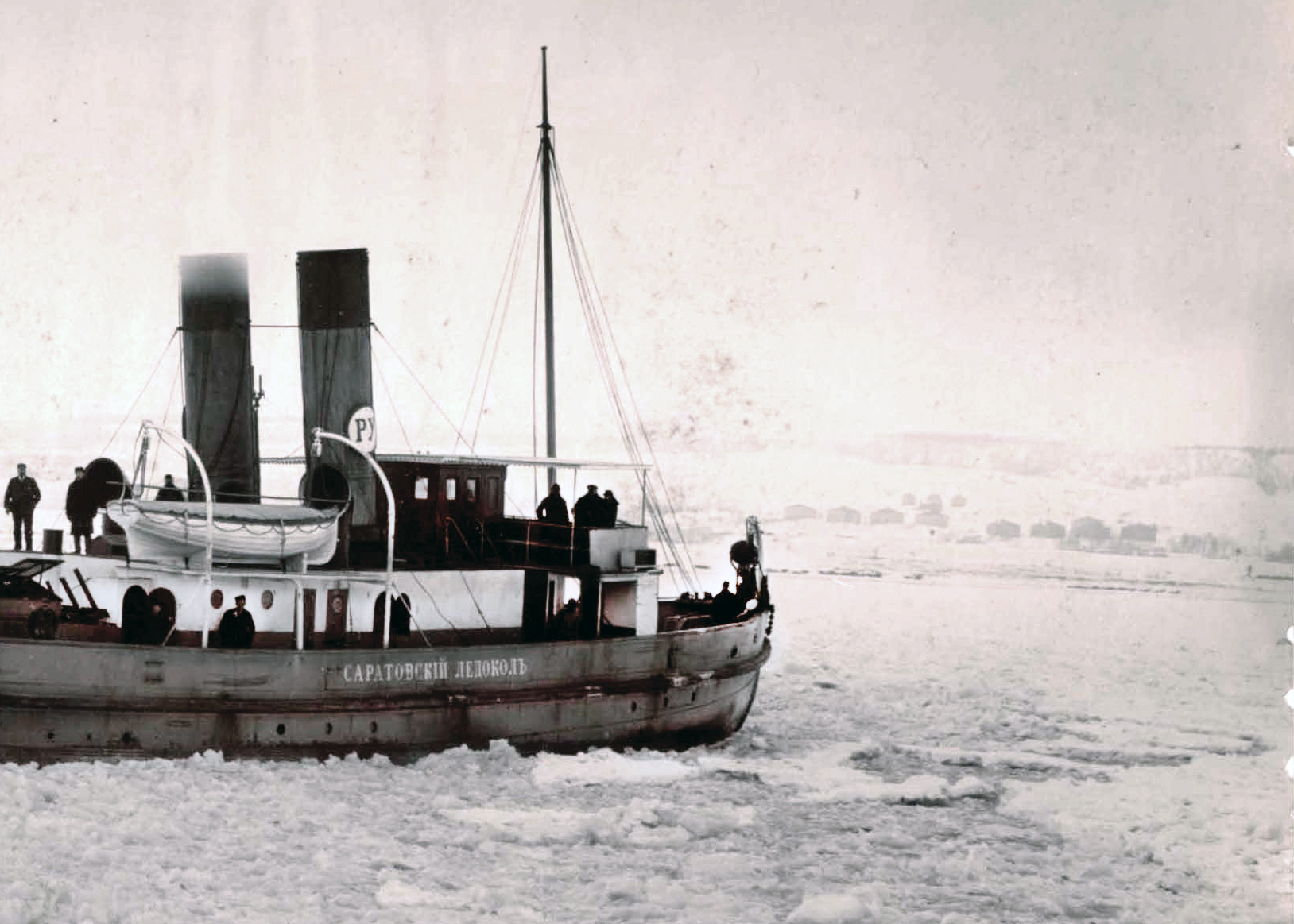

Пришедшие в 1896 году в Саратовский порт суда получили названия «Саратовский ледокол» и «Саратовская переправа» и положили начало флотилии Рязано-Уральской железной дороги . Эксплуатация началась 1 марта 1896 года.
Первые рейсы ледокол совершал между пристанями Сазанка и Меженная, затем курсировал между Князевкой и Сазанкой, Саратовом и Князевкой. С открытием навигации, 28 апреля был отведён в затон для осмотра и ремонта. С ноября 1896 года ходил между пристанями Увек и Сазанка, между Переправой и Сазанкой, вывозил лёд от берегов Волги. С окончанием ледохода, 11 апреля 1897 года рейсы были прекращены, и 20 апреля ледокол был отправлен в Астрахань для перевоза нефти. За два рейса было вывезено 1 млн 10 тыс. пудов.
23 ноября 1897 года для изучения судна и «наблюдения над действием ледокола во льду» в Саратов приехал океанограф и полярный исследователь С. О. Макаров, вскоре приступивший к разработке технического задания для строительства арктического ледокола «Ермак», впоследствии изготовленного на английских верфях.
«Саратовский ледокол» занимался буксировочными работами, расчисткой льда и поддержанием каналов чистой воды между берегами по пути следования парома, перевозкой пассажиров, различных грузов и почты. С участием ледокола, преодолевавшего торосы высотой до 1,5 м и шедшего во льду толщиной 30 см со скоростью 5—6 км/ч, в зимнее время года переправлялось до 120 железнодорожных вагонов в сутки. Капитанов, совершавших рейсы на переправах через Волгу, называли «капитанами поперечного плавания».

### XX век

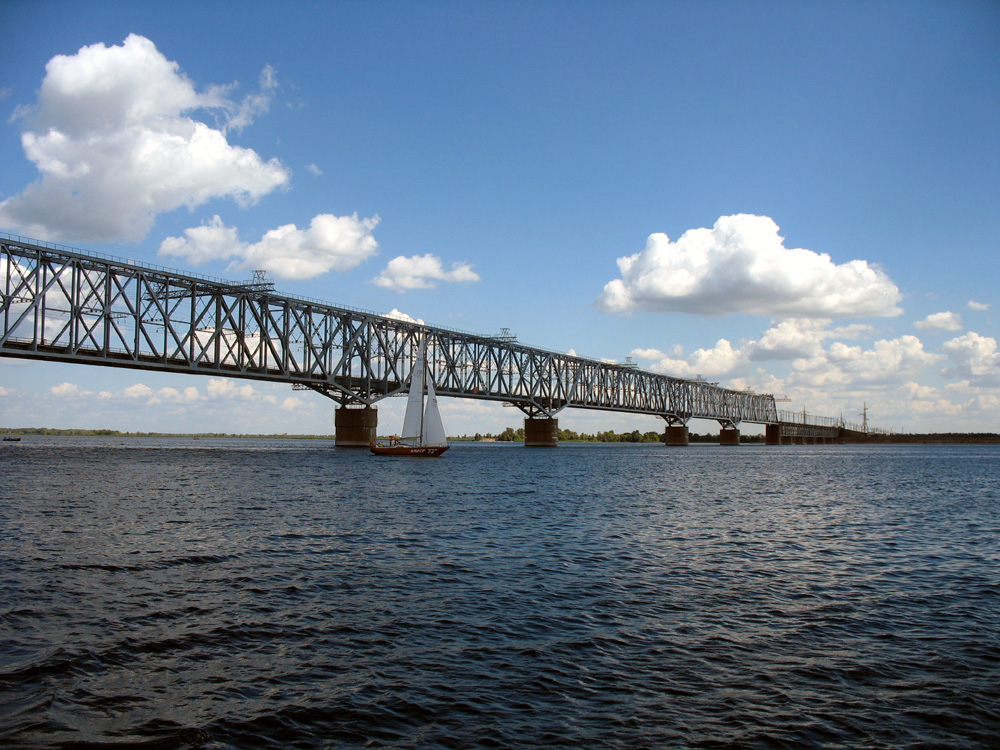
Саратовский железнодорожный мост. Фотография 2012 года

В период Гражданской войны, во время антибольшевистского восстания эсеров в Вольске и Балаково в июле 1918 года, «Саратовский ледокол» использовался большевиками в качестве канонерской лодки и транспортного средства для доставки красноармейцев к месту боевых действий. Для ведения сражений на воде на корме ледокола были установлены 4 трёх- и пятидюймовых артиллерийских орудия и 12 пулемётов.
После установления советской власти, ледокол продолжал использоваться для обеспечения паромной переправы. В 1930-е годы задействовался для строительства Саратовского железнодорожного моста.
После открытия в 1935 году на месте переправы моста ледокол в составе расширившейся к тому времени флотилии был переведён в низовья Волги. Из-за раннего наступления в этом году зимы под Астраханью замерзли во льдах караваны судов, которые были выведены с помощью ледокола. Затем ледокол работал на железнодорожной паромной переправе между станциями Латошинка и Паромная под Сталинградом.

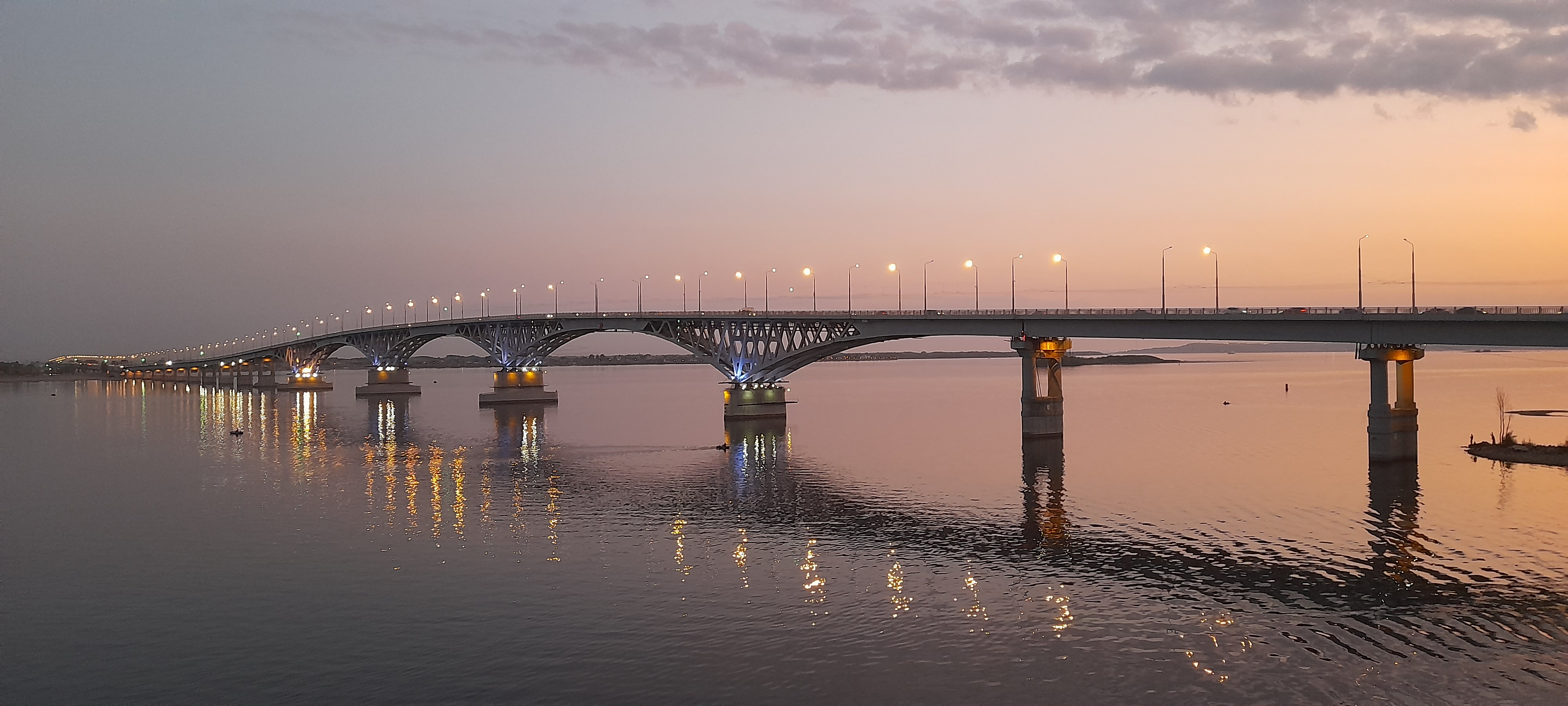
Автодорожный мост «Саратов — Энгельс». Фотография 2023 года

Согласно сведениям, приведённым в издании, выпущенном к 140-летию Приволжской железной дороги, на начало Великой Отечественной войны ледокол находился на консервации и на основании Постановления ЦК ВКП (б) и СНК СССР от 12 сентября 1941 года вместе с ещё несколькими судами, в число которых входил и паром «Саратовская переправа», был расконсервирован для военных нужд и укомплектован новой командой. Ледокол участвовал в Сталинградской битве, на судне были установлены зенитные орудия. Под обстрелами немецкой авиации перевозил технику, вооружение, солдат и боеприпасы, совместно с паромом поддерживал сообщение между Сталинградом и Заволжьем. За время войны по маршруту было переправлено 53 тысячи вагонов.
После войны ледокол был поставлен на учёт в Саратовской судоходной инспекции, закреплён за предприятием «Мостоотряд № 8». Был задействован на строительстве Волжской ГЭС (тогда Сталинградской), автодорожного моста между Саратовом и Энгельсом — буксировал бетонные конструкции и пролёты, использовался в качестве плавучей котельной для подачи пара из котлов на берег. В середине 1960-х годов, в процессе работы на строительстве, был заснят в кинофильме «Строится мост» (реж. О. Н. Ефремов), запечатлён также в кадрах кинохроники. По завершении строительства был пришвартован к причалу «Мостоотряда № 8» в Энгельсе.
В 1968 году «Саратовский ледокол» затонул при невыясненных обстоятельствах. Находится на дне Волги, в акватории Саратова, на расстоянии 60 м от берега Энгельса, слева от автодорожного моста, на глубине 4 м.

### XXI век
В связи с обмелением Волги в сентябре-октябре 2023 года останки ледокола показались на поверхности воды.

## Место в истории флота
«Саратовский ледокол» называют «крестным отцом» «Ермака» и «прародителем» российского ледокольного флота. Судно стало одним из первых ледоколов в России и первым речным ледоколом в мире.
На рубеже XIX—XX веков ледокол был вторым по мощности пароходом на Волге после колёсного буксира «Богатырь» (после революции «Степан Разин»).
Согласно исторической справке ГУ МЧС, «Саратовский ледокол» входил в пятёрку первых в истории судостроения серийных пароходов, предназначенных для колки льда.

## Память

Модель Саратовского ледокола в Музее речного флота в Нижнем Новгороде. Фотография 2016 года

Материалы, связанные с историей ледокола, находятся в Государственном архиве Саратовской области.
В Музее истории Приволжской железной дороги в Саратове хранится компас с «Саратовского ледокола», демонтированный с судна вскоре после прибытия в Саратовский порт ввиду невостребованности в условиях речного плавания. Компас изготовлен из немагнитного материала, имеет латунный корпус.
В Музее речного флота в Нижнем Новгороде хранится модель судна.
В 1992 году возникла идея подъёма ледокола со дна и превращения его в культурный объект, она принадлежала руководителю саратовского Музея речного флота Александру Азовцеву и заинтересовала ветеранов речного флота, историков, краеведов, экологов, журналистов и общественность. В 2013 году петербургской организацией «Эко Тэк» были проведены водолазные обследования судна, согласно сделанным заключениям, «материал бортовой обшивки в удовлетворительном состоянии. Вмятин и трещин на видимой части бортовой обшивки корпуса не наблюдается».
В 2015 году идея вызвала интерес со стороны правительства Саратовской области, сообщившего о планах подъёма судна для дальнейшей реставрации и размещения в нём музея речного пароходства. Планировалось также включение «Саратовского ледокола» в Единый государственный реестр и присвоение ему статуса объекта культурного наследия. Была создана координационная рабочая группа по подъёму ледокола, начаты работы. Препятствием для проведения работ стали как технические, так и финансовые сложности — около полувековая давность нахождения судна под водой, расположение ледокола на дне под углом 30 градусов, скопление речного грунта внутри корпуса; отсутствие средств на подъём, последующую реставрацию и создание музея. Работы по подъёму судна были отложены.
В январе 2018 года сообщалось о планах подъёма «Саратовского ледокола» в 2021 году. После реставрации ледокол планировалось поставить на прикол на набережной Саратова.
В ноябре 2018 года энтузиастами было совершено погружение к месту нахождения судна с фото- и видеосъёмкой его состояния.

## Комментарии
1. ↑  Аналогично был сконструирован и паром, разделявшийся на четыре части[5][8].